# Sommer-Paralympics 2004/Boccia
Bei den XXII. Sommer-Paralympics 2004 in Athen wurden sieben Wettbewerbe im Boccia ausgetragen.
Austragungsort war die Ano Lioussia Olympic Hall. Die Wettkämpfe fanden vom 23. bis 28. September statt.

## Einzel

### BC1, Mixed
| Platz | Land | Athlet               |
| ----- | ---- | -------------------- |
| 1     | POR  | João Paulo Fernandes |
| 2     | NOR  | Roger Aandalen       |
| 3     | THA  | Pattaya Tadtong      |

### BC2, Mixed
| Platz | Land | Athlet            |
| ----- | ---- | ----------------- |
| 1     | ESP  | Jose Javier Curto |
| 2     | POR  | Pedro Silva       |
| 3     | POR  | Fernando Ferreira |

### BC3, Mixed
| Platz | Land | Athlet            |
| ----- | ---- | ----------------- |
| 1     | CAN  | Paul Gauthier     |
| 2     | ESP  | Santiago Pesquera |
| 3     | KOR  | Myung Hoon An     |

### BC4, Mixed
| Platz | Land | Athlet           |
| ----- | ---- | ---------------- |
| 1     | HKG  | Yuk Wing Leung   |
| 2     | POR  | Bruno Valentim   |
| 3     | ESP  | Jose Maria Dueso |

## Paare

### BC3, Mixed
| Platz | Land | Athletin                                |
| ----- | ---- | --------------------------------------- |
| 1     | KOR  | Myung Hoon An Seong Hyeon Park          |
| 2     | ESP  | Santiago Pesquera Jose Manuel Rodriguez |
| 3     | CAN  | Paul Gauthier Alison Kabush             |

### BC4, Mixed
| Platz | Land | Athletin                                    |
| ----- | ---- | ------------------------------------------- |
| 1     | HKG  | Yan Chi Lau Yuk Wing Leung                  |
| 2     | POR  | Fernando de Oliveira Pereira Bruno Valentim |
| 3     | HUN  | Dezso Beres Jozsef Gyurkota                 |

## Mannschaft

### BC1-BC2, Mixed
| Platz | Land | Athletin                                                                    |
| ----- | ---- | --------------------------------------------------------------------------- |
| 1     | POR  | João Paulo Fernandes Fernando Ferreira Cristina Goncalves Antonio Marques   |
| 2     | NZL  | Ross Flood Jeremy Morriss Liam Sanders Maurice Toon                         |
| 3     | ESP  | Francisco Javier Beltran Antonio Cid Cortés Pedro Cordero Jose Javier Curto |